# Encentrum gulo
Encentrum gulo är en hjuldjursart som beskrevs av Wulfert 1936. Encentrum gulo ingår i släktet Encentrum och familjen Dicranophoridae. Inga underarter finns listade i Catalogue of Life.